# Davidianos
Los davidianos y los davidianos de la rama (en inglés Davidian and Branch Davidians, esta última también conocida como The Branch/La Rama) son dos  sectas religiosas diferentes. Los davidianos tradicionales se originaron en 1930 y después de la muerte de Victor Houteff, surgió la Rama Davidiana a partir de un cisma entre Davidianos y Davidianos de La Vara del Pastor. El Grupo de los Davidianos tradicionales fue dirigido por su fundador desde el año 1930 hasta el año 1955, Mientras que el grupo de la Rama fue dirigido inicialmente por Benjamin Roden. Este grupo, liderado posteriormente por David Koresh, estuvo involucrado en el Asedio de Waco de 1993. Los Davidianos de la Rama de Koresh fueron uno de los grupo mayoritarios surgido tras el cisma de los Davidianos por conflictos entre David Koresh y Benjamin Roden.
Las creencias doctrinales de la Rama Davidiana  difieren en las enseñanzas de los Davidianos tradicionales tales como el Espíritu Santo y su naturaleza, la encarnación de cristo en David Koresh, la interpretación de los siete sellos, los días de fiesta y sus requisitos entre otros puntos. Desde su inicio en 1930, el grupo de los Davidianos conocidos también como  La Vara del Pastor, creen estar viviendo en un tiempo en el que las profecías bíblicas de un juicio final están sucediendo, como un preludio a la Segunda Venida de Cristo.
A fines de la década de 1980, hubo un cisma entre los davidianos de la rama. Los "Koreshians" fueron uno de los grupos mayoritarios resultante del cisma del movimiento davidiano (que consideraban a David Koresh la reencarnación de Jesucristo) junto con otros grupos unidos alrededor de George Roden y otros de forma independiente. Después de una serie de tiroteos violentos entre el grupo de Roden y Koresh, el complejo Monte Carmelo finalmente fue tomado por los "Koreshians". En 1993, la ATF y la Guardia Nacional del Ejército de los Estados Unidos en Texas entraron en las instalaciones de la rama centrada en torno a David Koresh, por sospechas de violaciones e irregularidades en adquisición de armas de fuego y por cargos de abuso sexual. El llamado asedio de Waco terminó con una redada que resultó en la muerte de 4 agentes del gobierno, de Koresh y 75 de sus seguidores (algunos de estos seguidores, por fuego amigo).

## Historia temprana
En 1929, Victor Houteff, un inmigrante búlgaro que se bautizó en 1919 en la Iglesia Cristiana Adventista del Séptimo Día en una iglesia local en el sur de California, rápidamente se involucró en la iglesia, enseñando la doctrina adventista y dirigiendo estudios bíblicos en California. 
Relación con Ellen G. White
Aunque Victor Houteff estuvo activo en el movimiento adventista del séptimo día, no se conocía personalmente con Ellen G. White, la cofundadora de la Iglesia Adventista del Séptimo Día. White había fallecido en 1915, antes de que Houteff se convirtiera en miembro de la iglesia en la década de 1920. Sin embargo, los escritos de Ellen G. White han sido muy influyentes en el adventismo del séptimo día, y muchos de los miembros del movimiento Davidiano también los consideran inspirados por Dios. Houteff mismo citó los escritos de Ellen G. White en algunas de sus publicaciones y discursos.
Algunas de las interpretaciones proféticas de Ellen G. White que Houteff apoyaba incluyen:
-La creencia en el inminente retorno de Jesucristo: Houteff creía que la Segunda Venida de Cristo estaba cerca y que los eventos mundiales estaban preparando el camino para su regreso.
-La creencia en la purificación de la iglesia: Houteff enseñaba que la iglesia Adventista del Séptimo Día había caído en apostasía y necesitaba ser purificada antes del regreso de Cristo.
-La interpretación de Daniel 8:14: Houteff creía que el "Día de la Expiación" mencionado en este pasaje de la Biblia se refería a un período de tiempo en el que Dios juzgaría y purificaría a su pueblo antes de la Segunda Venida de Cristo.
-La creencia en la observancia del sábado: Houteff sostenía que el sábado era el verdadero día de adoración y que los cristianos debían observarlo en lugar del domingo.
En la década de 1920, Houteff comenzó a desarrollar su propio sistema de creencias adventistas, que él creía que era más fiel a los escritos de Ellen G. White, la cofundadora del adventismo. Afirmó que tenía un nuevo mensaje para toda la iglesia. Presentó sus puntos de vista en un libro, La Vara del Pastor: Los 144,000-Una llamada para la Reforma. Los líderes adventistas rechazaron los puntos de vista de Houteff por ser contrarios a las enseñanzas básicas de los adventistas. Victor Houteff y sus seguidores fueron expulsados de la Iglesia Cristiana Adventista del Séptimo Día en noviembre de 1930 creando otro grupo ajeno a dicha organización.
En 1935, Houteff estableció su cuartel general al oeste de Waco, Texas, y su grupo se hizo conocido como La Vara del Pastor. En 1942 renombró el grupo como "Davidianos" indicando la creencia en la restauración del Reino Davídico de Israel. Después de la muerte de Houteff en 1955, el segmento del grupo leal a Houteff continuó dirigidos por su esposa Florence. Convencida de un apocalipsis inminente, que pretendía establecerse en el tiempo de Florence Houteff, que no figuraba en los escritos originales de su esposo Victor, Florence Houteff y su consejo reunieron a cientos de fieles seguidores en su Mount Carmel Center cerca de Waco en 1959, para el cumplimiento de Ezequiel 9, sin embargo llegó el tiempo predicho sin ningún acontecimiento.
Después de esta decepción, Benjamin Roden formó otro grupo llamado La Rama Davidiana y logró tomar el control del Monte Carmelo. Este nombre es una alusión a la "Rama" ungida (mencionada en Zacarías 3: 8; 6:12).  Cuando Benjamin Roden murió en 1978, fue sucedido por su esposa Lois Roden. Los miembros de los Davidianos de la Rama fueron desgarrados por lealtad a la esposa de Ben, Lois Roden, y su hijo, George. Después de la muerte de Lois Roden, la autoridad pasó a George Roden. Pero menos de un año después, Vernon Howell subió al poder y se convirtió en el líder del grupo.

## Ascenso de Koresh
La llegada de Vernon Howell al complejo de Waco en 1981 fue bien recibida por casi todos en la comuna de Davidianos. Howell tuvo una aventura amorosa con la entonces profetisa de los davidianos de la rama, Lois Roden, cuando él tenía alrededor de 20 años y ella tenía más de 60 años. Howell quería tener un hijo con ella, quien, según su entendimiento, sería el Elegido. Cuando ella murió, su hijo George Roden heredó la posición de profeta y líder de la comuna. Sin embargo, George Roden y Howell comenzaron a tener conflictos. Howell pronto disfrutó de la lealtad de la mayoría de la comunidad.
Como un intento de recuperar el control, George Roden desafió a Howell a resucitar a los muertos, yendo tan lejos como para exhumar un cadáver para demostrar su supremacía espiritual. Esta actividad ilegal le dio a Howell la oportunidad de intentar presentar cargos contra Roden, sin embargo, no tenía pruebas. Esto llevó a la incursión del 3 de noviembre de 1987 en el Centro Mount Carmel por Howell y 7 de sus seguidores equipados con cinco rifles semiautomáticos de calibre .223, dos rifles calibre .22, dos escopetas calibre 12 y casi 400 cartuchos de municiones. Su objetivo parecía ser retomar la tierra que Howell había dejado tres años antes, aunque alegan haber estado tratando de obtener evidencia de la actividad ilegal de Roden, pero no vinieron equipados con una cámara. El juicio terminó cuando el jurado encontró a los seguidores de Howell no culpables, pero no pudieron ponerse de acuerdo sobre Howell. Después de que los seguidores fueron declarados inocentes, Howell invitó a los fiscales al Monte Carmelo a tomar un helado.
En el momento del asedio de Waco en 1993, Koresh había alentado a sus seguidores a que se consideraran a sí mismos como "estudiantes de los Siete Sellos" en lugar de "Davidianos de la Rama". Durante el enfrentamiento, uno de sus seguidores anunció públicamente que quería que después se identificara con el nombre "koreshianos".
Howell, habiendo ganado el papel de líder espiritual de Roden, afirmó su rol espiritual cambiando su nombre a David Koresh, sugiriendo lazos con el Rey David bíblico y con Ciro el Grande (Koresh es la versión hebrea para el nombre Ciro). En 1989 Koresh usó este poder como líder espiritual para tomar varias esposas "espirituales" tan jóvenes como 12 años para crear un nuevo linaje de gobernantes mundiales. Esto generó alegatos de abuso infantil, que contribuyeron al asedio de la ATF.

## La Masacre de Waco y La Rama Davidiana
El 28 de febrero de 1993 a las 9:45 AM, la Agencia de Alcohol, Tabaco, Armas de Fuego y Explosivos (ATF) intentó ejecutar una orden de allanamiento relacionada con cargos de abuso sexual y violaciones ilegales en obtención de armas. La ATF intentó abrir una brecha en el complejo durante aproximadamente dos horas hasta que sus municiones se agotaron. Cuatro agentes de la ATF (Steve Willis, Robert Williams, Todd McKeehan y Conway Charles LeBleu) fueron asesinados y otros 16 agentes resultaron heridos durante la redada. Los cinco Davidianos de la Rama, asesinados en la incursión de las 9:45 a. m. fueron: Winston Blake (británico), Peter Gent (australiano), Peter Hipsman, Perry Jones y Jaydean Wendell; dos de ellos a manos de los propios Davidianos de la Rama. Casi seis horas después del alto el fuego, Michael Schroeder fue asesinado a tiros por agentes de la ATF que alegaron que había disparado con una pistola contra los agentes cuando intentaba volver a entrar en el complejo con Woodrow Kendrick y Norman Allison. Su esposa afirmó que él simplemente regresaba del trabajo y que no había participado en el altercado del día anterior. Schroeder recibió un disparo en el ojo, otro en el corazón y cinco más en la espalda.

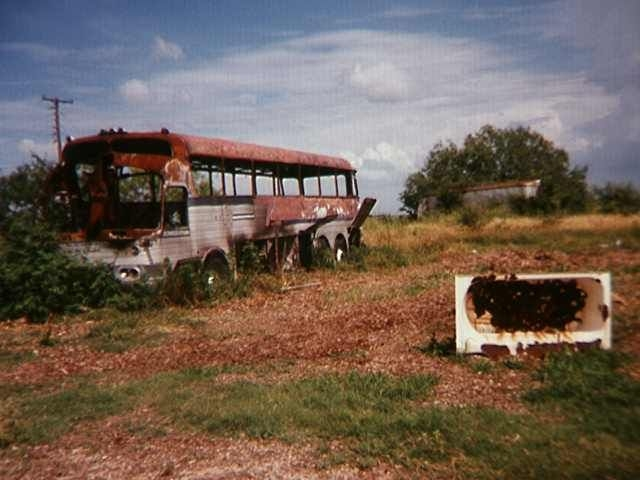
Restos de Monte Carmelo, el rancho de los davidianos en Waco, Texas.

Después del ataque, los agentes de la ATF establecieron contacto con Koresh y otras personas dentro del complejo. El FBI tomó el mando después de la muerte de agentes federales y logró facilitar la liberación de 19 niños (sin sus padres) relativamente pronto en las negociaciones. Los niños fueron entrevistados por el FBI y los Texas Rangers. Supuestamente, los niños habían sido abusados física y sexualmente mucho antes del ataque.
El 19 de abril de 1993, el FBI se preparó para un asedio final del complejo utilizando armas de gran calibre como fusiles del calibre .50 (12.7 mm) y vehículos blindados de combate de ingeniería (CEV) para combatir a los Davidianos de la Rama fuertemente armados. El FBI intentó usar gas lacrimógeno para expulsar a los Davidianos de la Rama sin derramamiento de sangre. Oficialmente, a los agentes del FBI solo se les permitió devolver cualquier fuego recibido, no para atacar activamente a los Davidianos de la Rama. Cuando varios de estos abrieron fuego, la respuesta del FBI fue aumentar la cantidad de gas que se usaba. Alrededor del mediodía, tres incendios estallaron simultáneamente en diferentes partes del edificio. El gobierno sostiene que los incendios fueron iniciados deliberadamente por los Davidianos. Algunos supervivientes de los Davidianos de la Rama sostienen que los incendios comenzaron accidental o deliberadamente por el asalto. De los 85 Davidianos en el complejo cuando comenzó el sitio final, 76 murieron el 19 de abril de varias maneras, desde la caída de escombros a los efectos sofocantes del fuego, o por herida de bala de otros miembros de la secta. El asedio duró 51 días.

### Repercusiones
En total, 4 agentes de la ATF fueron asesinados, 16 resultaron heridos y seis Davidianos de la Rama murieron en la incursión inicial el 28 de febrero. 76 más murieron en el asalto final el 19 de abril. Los eventos en Waco estimularon el enjuiciamiento penal y el litigio civil. Un gran jurado federal acusó formalmente a 12 de los  Davidianos de la Rama supervivientes de ayudar e instigar al asesinato de oficiales federales y la posesión y el uso ilegal de varias armas de fuego. Ocho Davidianos fueron condenados por cargos de armas de fuego, 5 condenados por homicidio involuntario, y cuatro fueron absueltos de todos los cargos. En julio de 2007, todos los Davidianos de la Rama habían sido ya liberados de la prisión.
Se entablaron varias demandas civiles contra el gobierno de los Estados Unidos, funcionarios federales, la exgobernadora de Texas Ann Richards y miembros de la Guardia Nacional del Estado de Texas. La mayor parte de estas reclamaciones fueron desestimadas porque eran insuficientes como cuestión de derecho o porque los demandantes no podían presentar pruebas materiales que las respaldaran. Un caso, Andrade vs. Chojnacki llegó al Quinto Circuito, que confirmó una sentencia anterior de "no tomar nada, denegado".

## Recepción de los eventos de Waco en la cultura popular
La banda de Metal Progresivo Dream Theater aparentemente hace mención de estos sucesos, en la canción In the name of God de su séptimo disco Train of Thought.
Gran parte de las letras de esta canción se puede relacionar directa e indirectamente a todo lo acontecido en Waco, Texas.
Además, el grupo de metal Machine Head, en su primer disco, Burn My Eyes, dedica una canción al suceso. La canción se llama "Davidian". Su letra dice: "let freedom ring with a shotgun blast" (deja sonar la libertad con un disparo de escopeta). Su video fue censurado ya que la matanza de Waco había sido muy reciente y podía herir la sensibilidad de los espectadores.
La banda de rock alternativo Grant Lee Buffalo hace mención de la masacre de Waco en su canción Lone Star Song de su álbum Mighty Joe Moon del año 1994.